# 꿈이 있는 자유
꿈이 있는 자유는 정종원, 한웅재 로 구성된 대한민국의 CCM 듀엣이다. 
대표곡으로는 '하연이에게(우리가 간직해야 할)', '소원(삶의 작은 일에도)', '하나님은 너를 지키시는 자', '이 땅에 오직' 등이 있다. 
- 1집 1997년 꿈이 있는 자유
- 2집 1999년 기다림
- 3집 2001년 아침묵상
- 4집 2002년 예수님 이야기
- 5집 2005년 아침묵상2
- 6집 2008년 내 마음과 같은 노래
- 7집 2010년 바람이 불어오네